# Le Sphinx endormi
Le Sphinx endormi (en anglais : « The Sleeping Sphinx ») est un roman policier de John Dickson Carr publié en 1947.
C'est le 17e roman de la série mettant en scène le personnage du Dr Gideon Fell (orthographié « Gedeon Fell »).
Le roman évoque la tentative du major Donald Holden, à l'issue de la Seconde Guerre mondiale, de renouer avec Celia Devereux dont il était tombé amoureux quelques années auparavant. Il découvre une situation familiale complexe : Celia est considérée comme folle par sa famille, tandis que la jeune femme affirme à qui veut l’entendre que sa sœur Margot Devereux-Marsh, morte six mois auparavant, n'est pas décédée de manière naturelle (suicide ? meurtre ?). Appelé par Celia, Gedeon Fell (assisté par Donald Holden) va procéder à une enquête. Les soupçons se tournent évidemment vers le veuf et ancien époux de Margot, Thorley Marsh. Néanmoins, à la grande surprise d'Holden, Fell lui annoncera que Thorley Marsh n'est pas responsable de la mort de Margot.
Par ailleurs le roman contient un mystère de chambre close. En effet, lorsqu'on ouvre la porte du caveau familial afin de retirer le cercueil de Margot Marsh en vue d'une autopsie, les quatre cercueils gisant dans le caveau sont « sens dessus dessous ». Ils sont « en quinconce » et « bousculés » les uns par rapport aux autres. Aucune force magnétique ne semble les avoir fait bouger. La situation est d'autant plus incompréhensible que c'est le docteur Fell qui avait quitté en dernier le caveau lors de l'inhumation et qui avait lui-même fermé à clef la porte du caveau. En outre la serrure de ce dernier est intacte et n'a été ni forcée ni changée. En fin de roman, Fell donnera une explication logique à ce mystère.

## Principaux personnages
- Victime supposée
  - Margot Devereux-Marsh

- Enquêteurs
  - Gedeon Fell
  - Major Donald Holden
  - Inspecteur Crawford

- Suspects
  - Celia Devereux : sœur de Margot Devereux-Marsh
  - Thorley Marsh : 35 ans, veuf de Margot Devereux-Marsh
  - Doris Locke : 19 ans, actuelle compagne de Thorley Marsh
  - Sir Danvers Locke : père de Doris Locke
  - Docteur Eric Shepton : médecin de la famille Devereux
  - Derek Hurst-Gore : ami des familles Devereux et Marsh

- Autres personnages
  - Ronald (« Ronnie ») Merrick : 20 ans, fils d'une famille aisée, amoureux de Doris Locke
  - Mme Obey : domestique de la famille Marsh

## Résumé
Le roman comporte vingt chapitres.

### Mise en place de l'intrigue
Cette section concerne les chapitres 1 à 6 du roman.
Le 10 juillet 1946, quatorze mois après la fin de la Seconde Guerre mondiale, le major Donald Holden, agent de l'Intelligence Service, apprend que pour des raisons liées à la sûreté nationale, et sans l'en avertir, ses chefs ont annoncé sa mort. Holden n'a pas oublié celle dont il était tombé amoureux et qu'il n'a plaus vue depuis 1943 : Celia Devereux. Sa sœur était Margot Devereux et avait épousé Thorley Marsh. Il se rend à la propriété familiale des Marsh pour y rencontrer Thorley et Margot et leur révéler qu'il est en vie, dans l’optique de rencontrer ultérieurement Celia. Cette dernière s'est-elle mariée ? A-t-elle eu des enfants ? Ou alors est-elle restée célibataire ? Il semblerait que Celia ait, ou ait eu, une liaison avec un homme politique, Derek Hurst-Gore.
Il rencontre Thorley Marsh qui discute avec une jeune femme de 19 ans, Doris Locke. Celle-ci est courtisée assidûment par un jeune homme de son âge, Ronald (« Ronnie ») Merrick, 20 ans, que Doris ne songe pas à épouser. Thorley annonce à Holden que Margot est soudainement morte le jour de Noël 1945.
Lors de ce funeste Noël, les invités avaient joué la veille au soir à une murder party organisée par Sir Danvers Locke (père de Doris Locke) dans la propriété des Locke (Widestairs) dans le Wiltshire. La mort de Margot avait eu lieu dans la nuit suivante. Thorley et Margot faisaient alors chambre à part. Margot est morte en pleine nuit, apparemment des suites d'une syncope ou d'une hémorragie cérébrale. Le docteur Shepton, médecin de famille, n'a vu aucune objection pour délivrer le permis d'inhumer.
Thorley Marsh déconseille fortement à Donald Holden de rencontrer Celia, qui a une santé délicate. Le retour de Holden pourrait dégrader son équilibre mental : elle ne s'est pas remise de la mort de sa sœur. Elle affirme à qui veut l’entendre que Margot n'est pas morte de cause naturelle. Thorley rétorque que Celia l'a oublié et qu'effectivement elle a des troubles mentaux graves. C'est alors que Celia entre dans la pièce.
Holden et Celia vont se promener dans le parc du manoir. Ils ont beaucoup de choses à se rencontrer et évoquent leurs souvenirs respectifs et leurs projets. Holden tombe de nouveau amoureux de Celia. Celle-ci lui explique qu'elle a acquis la certitude que Margot s'est suicidée, d'autant plus qu'elle avait, semble-t-il, procédé à une première tentative un an auparavant avec de la strychnine. De plus Thorley lui faisait subir des mauvais traitements : pour échapper à ces violences physiques, Margot n'aurait pas eu d'autre refuge que le suicide. Holden et Celia croisent alors dans le parc le docteur Shepton qui avait délivré le permis d'inhumer. Une longue conversation s'engage. Celia explique que quelques heures avant la mort de Margot, elle avait vu dans la chambre de celle-ci une fiole de poison. Celia évoque, comme Thorley l'avait fait plus tôt, la murder party organisée par Danvers Locke. Elle détaille les souffrances psychiques causées par Thorley à son épouse.
Le docteur Shepton rétorque qu'il ne croit pas du tout à l'hypothèse d'un suicide et encore moins à celle d'un meurtre. Il évoque aussi les révélations de Celia sur le Noël 1945, où elle avait déclaré avoir vu des fantômes dans le grand hall de la propriété des Locke. Pour lui, Celia est une paranoïaque ou une mythomane qui devrait suivre des soins psychiatriques. Selon lui, Thorley n'a jamais levé la main sur son épouse et n'est pour rien dans sa mort.
Holden révèle à Shepton que Celia a écrit à la police afin qu'il vienne enquêter sur la mort de Margot. Et si Celia pense au suicide de Margot, Holden penche plutôt pour la thèse d'un assassinat.
Arrive alors la vieille domestique des Devereux, Mme Obey. Interrogée, elle affirme qu'elle pense comme le docteur Shepton : en aucun cas Margot n'a été assassinée, et son mari ne l'a jamais frappée.

### Enquête
Cette section concerne les chapitres 7 à 13 du roman.
Le lendemain, 11 juillet 1946, Holden est dans la propriété des Locke et y rencontre Doris Locke, puis Ronald (« Ronnie ») Merrick. Il apprend que Doris a une liaison avec Thorley Marsh, à la grande fureur de Ronnie qui est amoureux d'elle. C'est alors que Doris et Thorley annoncent au vieux Danvers Locke leur projet de mariage. Ronnie est estomaqué tandis que Sir Locke se montre opposé au mariage : il craint que la mort de Margot résulte d'agissements de Thorley et craint que Doris ne subisse les mêmes. Doris lance alors une « bombe » : Margot avait un amant, et c'est ce dernier qui l’aurait tuée. Selon elle, Thorley est donc innocent de la mort de Margot.
C'est alors qu'arrive sur les lieux Gedeon Fell, mandaté par la police locale, laquelle avait été alertée par Celia.
Fell commence par interroger Danvers Locke sur la murder-party qu'il avait organisée et sur les masques représentant des meurtriers célèbres qu'il avait attribués à chacun des invités. On passe en revue tous les événements, même anodins, ayant émaillé les journées des 23 et 24 décembre 1945.
Puis Fell évoque les accusations de Celia concernant les violences physiques et morales commises par Thorley sur son épouse : Thorley les conteste avec énergie. Il conteste aussi une tentative d'auto-empoisonnement de Margot avec de la strychnine. Il n'y a jamais eu, selon lui, de bouteille portant l'étiquette « Poison ».
Arrive alors Derek Hurst-Gore, dont Holden fait la connaissance. Ce dernier est à son tour interrogé par Fell et donne sa version des faits des deux journées. Thorley est ensuite interrogé à son tour et, à la suite d'un lapsus, reconnaît implicitement qu'il a vu une bouteille de poison. C'est un réel tournant dans l'enquête : les soupçons émis par Celia sont confirmés par celui qui les contestait le plus.
Alors que le groupe est sur le point de se séparer, Fell lance à son tour une « bombe » en déclarant : « M. Marsh n'a jamais brutalisé sa femme, ne l’a nullement poussée au suicide et ne l’a pas non plus assassinée. ». Et il ajoute dans le même trait de temps que Celia n'est pas folle et qu'au contraire elle est parfaitement sensée.
Le lendemain, lors d'une conversation avec Holden, Fell précise sa pensée : Thorley et Celia peuvent avoir raison tous les deux en même temps. De plus, Celia n'a jamais vu de fantômes dans le grand hall : elle avait menti sur ce point, tout simplement, racontant comme étant la vérité un simple cauchemar qu'elle avait fait. Ils se rendent au caveau de famille où reposent quatre cercueils, parmi lesquels celui de Margot. Le caveau est en contrebas d'une petite colline. Sept mois auparavant, le 27 décembre 1945, Fell avait lui-même fermé le tombeau et y avait apposé son sceau personnel, au centre duquel se trouve un sphinx endormi. Déjà lors de l'inhumation de sa sœur, Celia avait affirmé à Fell que Margot n'était pas morte de cause naturelle.
Avec l'aide de l'inspecteur Crawford, ils constatent que la serrure du caveau n'a été ni forcée, ni changée : elle est intacte. Deux surprises les y attendent. La première est que les cercueils sont en quinconce, sens dessus-dessous, et que nulle trace de pas n'apparaît sur le sol recouvert de sable fin. Alors que lors de la fermeture du caveau par Fell sept mois auparavant la tombe était ordonnée, comment quelqu'un a-t-il pu y pénétrer alors la serrure est intacte ? De plus les murs du caveau sont taillés dans la roche et aucune ouverture, aucun passage, aucune aération, n'y est visible. Ceci est très mystérieux. La seconde surprise est aussi de taille : on trouve dans le caveau, posée sur une petite niche, une petite bouteille de verre brun portant la mention « Poison ». Celia, lorsqu'elle se voit présenter la bouteille, est abasourdie. Mais qui a placé cette bouteille dans le caveau ? Et comment ?
Pendant ce temps, Doris et Ronnie ont une discussion sur la mort de Margot. Doris développe son idée : Margot avait un amant. Elle consultait une prétendue voyante et chiromancienne, Mme Vanya, qui logeait New Bond Street. Doris est persuadée que ce n'était qu'un alibi et qu'en réalité c'est là qu'elle y rencontrait son amant. Croisant Holden, Doris répète sa théorie et évoque la voyante.

### Poursuite de l'enquête
Cette section concerne les chapitres 14 à 18 du roman.
Le lendemain, Fell informe Holden que la bouteille trouvée dans le caveau contenait de la morphine (on apprendra plus tard que la morphine était coupée avec de la belladone). Il ajoute que Celia risque d'être prochainement arrêtée pour le meurtre de Margot, à cause de cette bouteille de poison. Celia a peut-être empoisonné sa sœur « par pitié » compte tenu des mauvais traitements infligés par Thorley à son épouse. Les policiers peuvent aussi penser que Celia a commis ce geste homicide en raison d'un grave problème mental. De plus, on vient d'apprendre que cette bouteille porte la trace d'empreintes digitales : ce sont celles de Celia ! On pourrait en déduire qu'après avoir empoisonné Margot, elle a placé la bouteille de poison dans le caveau lors de l'inhumation en décembre 1945, à un moment où personne ne la regardait. Toutefois Fell annonce à Holden qu'il est persuadé de l'innocence de Celia.
Pour prouver cette innocence, Fell demande à Holden de se rendre chez la voyante, Mme Vanya, à New Bond Street à Londres.
Avant de partir à Londres, Holden rencontre Celia. Elle reconnaît avoir mis la bouteille de poison dans le caveau. Elle reconnaît aussi qu'elle a menti sur les prétendus fantômes vus dans le grand hall. Elle voulait qu'on croie à « une intervention surnaturelle de spectres, coalisés pour accuser Thorley d'avoir poussé Margot au suicide ». Elle avait trouvé cette bouteille dans la cave de Widestairs, la choisissant au hasard, tout en ignorant que c'était réellement la bouteille qui avait permis l’empoisonnement de Margot ! Elle lui révèle aussi comment Fell a découvert l'adresse de la voyante : en fouillant dans le meuble-secrétaire de Margot, on y a trouvé les reçus d'une location à New Bond Street. Holden déclare à Celia que la théorie de Doris Locke est juste : c'est là-bas que Margot voyait son amant, et c'est ce dernier qui l'a assassinée.
Holden quitte le Wiltshire et se rend à Londres en train. Il se rend à New Bond Street. Il trouve facilement l'adresse. Or au deuxième étage de l'immeuble se trouve une société qui vend des masques et des articles de farces et attrapes. Là, il y a Sir Danvers Locke. Est-ce un hasard, ou alors ce dernier connaît-il le logement occupé par Margot pour y rencontrer son amant ? Et sir Locke pourrait-il être l’amant de Margot, et donc son assassin ? Finalement Holden monte à l'étage où se trouve l'appartement de Mme Vanya. Il y pénètre par un vasistas du toit. Il se fait mollement agresser par un homme, qu'il repousse facilement. Il s'agit de Thorley Marsh, grièvement blessé. Il semble qu'il se soit battu peu de temps auparavant contre le mystérieux amant de Margot et qu’il ait eu le dessous. L'amant était venu pour le même motif que Thorley et Holden : trouver d'éventuels éléments d'information sur l'amant. Holden appelle les secours qui arrivent peu de temps après. À leur suite se trouvent Gedeon Fell et Celia. On fouille le petit appartement et on ne tarde pas à y trouver la copie de lettres d'amour envoyées par Margot à son amant. Sur l'une des lettres, son identité est écrite : on sait qui était l'amant de Margot. Mais s'agit-il de son assassin ?

### Dénouement et révélations finales
Cette section concerne les chapitres 19 et 20 du roman.
Gedeon Fell révèle aux principaux protagonistes de l'affaire la vérité sur la mort de Margot.
En premier lieu, il est évident que Margot avait des problèmes psychiatriques graves. Elle était hystérique, mythomane, névrosée, schizophrène. Elle aimait se mettre en avant et faire croire qu'elle était la victime de son époux. Elle faisait du chantage au suicide. Elle avait fait croire à Celia qu'elle avait tenté de s'empoisonner avec de la strychnine. Elle ne voulait pas avoir de relations sexuelles avec son époux et avait exigé de faire chambre à part. Thorley connaissait l'état mental de son épouse mais, par crainte des ragots, cachait à la famille et aux amis sa pathologie. Le docteur Shepton et Mme Obey étaient au courant ; ils n'avaient pas informé Celia de la situation mentale de Margot car ils craignaient que Celia développe les mêmes symptômes que sa sœur, s'il s'agissait d'une maladie génétique héréditaire. Ils avaient eu peur de cela, notamment, lorsque Celia avait affirmé avoir vu des fantômes dans le grand hall.
En deuxième lieu, Margot était tombée amoureuse d'un autre homme. Thorley avait découvert l'identité de cet amant, mais lui-même était tombé amoureux de Doris. Sous le nom de « Mme Vanya », Margot avait loué l'appartement de Bond Street, sans le dire à son amant, qui ne l'avait appris que très récemment. C'est cet amant qui est allé, quasiment en même temps que Thorley et Holden, à l'appartement de Bond Street. On l'a retrouvé dans la salle de bain de l'appartement : il avait été assommé par Thorley (les deux hommes se sont assommés réciproquement).
En troisième lieu, ce mystérieux amant, à la surprise générale, est Ronald (« Ronnie ») Merrick. Bien qu'âgé alors de 19 ans, Margot et lui avaient entamé une liaison. Mais au fil du temps il s'était lassé de cette liaison et était tombé amoureux de Doris. Comment se débarrasser de Margot sans que celle-ci ne révèle leur liaison à tout le monde ? Margot avait proposé à son amant un « pacte de suicide » : tous deux devaient se suicider en même temps le soir de Noël. Ronnie avait d'emblée donné son accord, sans vouloir s'y soumettre. Le soir du 24 décembre, il était l'un des invités à Widestairs. Margot avait réuni les ingrédients de morphine et de belladone pour composer le poison que tous deux devaient absorber. Elle s'était servie de cette bouteille en menaçant Thorley de suicide s'il refusait de divorcer (Thorley, qui connaissait la liaison de Margot avec Ronnie, craignait le scandale et refusait donc le divorce). Ronnie avait rencontré secrètement Margot en pleine nuit et, après qu'elle eut bu volontairement une gorgée de poison, l'avait frappée à l'arrière du crâne avec un tisonnier de cuivre : il ne voulait pas qu'elle régurgite la boisson et renonce au suicide concerté. Il s'était emparé de la fiole de poison et était allé la cacher dans les caves du manoir. C'est là que par la suite Celia la découvrira, sans savoir que c'était réellement la bouteille qui avait servi à l'empoisonnement.
Enfin Gedeon Fell explique pourquoi les cercueils du caveau ont été retrouvés sens dessus-dessous. L'explication est fort simple. Le caveau était creusé en bas d'un vallon. Durant l'hiver et le printemps, l'eau avait suinté à travers la roche et s'était écoulée dans le caveau. Les cercueils, qui étaient hermétiques et qui contenaient de l'air, avaient, au fur et à mesure de la montée de l'eau, flotté dans le caveau et avaient changé de places. Lorsque l'eau s'était retirée, les cercueils étaient restés là où l'eau les avait portés, hors de leur emplacement normal. Comme le caveau avait été construit récemment et que les quatre cercueils avaient été placés là pour la première fois, le phénomène n'avait jamais été observé jusqu'à présent.
Le roman se termine par l'arrivée de Doris. Elle donne des nouvelles de Thorley : il récupère de ses blessures et s'en sortira sans séquelles. Elle dit regretter avoir donné à Ronnie l'information concernant l’adresse de Bond Street (c'est grâce à Doris que Ronnie a découvert l'existence de l’appartement et s'y est rendu pour détruire les éventuelles preuves de la liaison avec Margot).

## Signification du titre

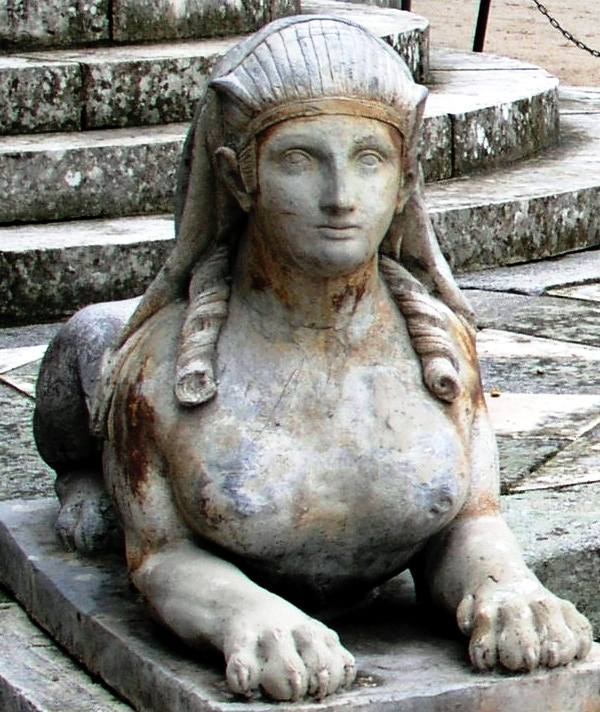
Sphinx (Madrid).

Le terme Sphinx est évoqué à trois reprises dans le roman.
La première fois, il est évoqué par Celia dans une phrase mystérieuse (chapitre V) : « Le sable, la serrure et le sphinx endormi ». En cela elle fait allusion au sceau de Gideon Fell qui avait servi à sceller la serrure du caveau familial. Ce sceau représentait un sphinx endormi.
La deuxième fois, le sphinx est évoqué au chapitre XVII : le sphinx « (…) rêve de l'univers et de la destinée de l'homme. Le sphinx participe à la fois de l'homme, dont il représente les principes élevés, et de l’animal dont il incarne les instincts les plus bas ».
La troisième fois, le sphinx est évoqué au chapitre XVIII : le sphinx « (…) symbolise également les deux aspects de la nature humaine : celui que le monde peut voir (...) ».

## Remarques
- Frédérick Barlow, protagoniste du roman Le juge Ireton est accusé, est mentionné au chapitre VII. Ami de Donald Holden, il est avocat et poursuit une brillante carrière.
- Le traducteur a francisé Gideon Fell en « Gedeon Fell ».

## Éditions
- Édition originale en anglais
  - (en) John Dickson Carr, The Sleeping Sphinx, New York, Harper, 1947

- Éditions françaises
  - (fr) John Dickson Carr (auteur) et Maurice-Bernard Endrèbe (traducteur), Le Sphinx endormi [« The Sleeping Sphinx »], Genève, Ditis, coll. « Détective-club - Suisse no 35 », 1948
  - (fr) John Dickson Carr (auteur) et Maurice-Bernard Endrèbe (traducteur), Le Sphinx endormi [« The Sleeping Sphinx »], Paris, Christian Bourgois, coll. « P.J. », 1971, 285 p. (BNF 35212219)
  - (fr) John Dickson Carr (auteur) et Maurice-Bernard Endrèbe (traducteur) (trad. de l'anglais), Le Sphinx endormi [« The Sleeping Sphinx »], Paris, Librairie générale française, coll. « Le Livre de poche no 5133 », 1978, 233 p. (ISBN 2-253-01989-5, BNF 34622331)
  - (fr) John Dickson Carr (auteur) et Maurice-Bernard Endrèbe (traducteur), Le Sphinx endormi [« The Sleeping Sphinx »], Paris, Librairie des Champs-Élysées, coll. « Le Masque. Les Maîtres du roman policier no 1785 », 1985, 223 p. (ISBN 2-7024-1607-1, BNF 34780266)
  - (fr) John Dickson Carr (auteur) et Maurice-Bernard Endrèbe (traducteur) (trad. de l'anglais), Le Sphinx endormi [« The Sleeping Sphinx »], Paris, Librairie des Champs-Élysées, coll. « Le Club des Masques no 604 », 1991, 223 p. (ISBN 2-7024-2154-7, BNF 35478550)

## Sources bibliographiques
- Jacques Baudou et Jean-Jacques Schleret, Les Métamorphoses de la chouette, Paris, Futuropolis, 1986, p. 54-55.
- Roland Lacourbe, John Dickson Carr : scribe du miracle. Inventaire d'une œuvre, Amiens, Encrage, 1997, p. 58-59.